# فوستر في. براون
فوستر في. براون هو محامي وسياسي أمريكي، ولد في 24 ديسمبر 1852 في سبارتا في الولايات المتحدة، وتوفي في 26 مارس 1937 في تشاتانوغا في الولايات المتحدة. نشط حزبياً في الحزب الجمهوري. وقد انتخب عضو مجلس النواب الأمريكي ‏.